# JoJo (anunciadora)
Joseann Alexie Offerman (Los Ángeles, California, 10 de marzo de 1994) es una anunciadora del ring y luchadora profesional estadounidense. Es conocida por su tiempo trabajando para la empresa WWE. En 2013, fue parte de la primera temporada del reality show Total Divas, transmitido por la cadena televisiva, E!.

## Primeros años
Joseann Alexie Offerman nació el 10 de marzo de 1994 en Los Ángeles, siendo hija del beisbolista profesional dominicano José Offerman. También cuenta con ascendencia mexicana.

## Carrera

### WWE (2013-2021)
En febrero de 2013, Wrestling Observer Newsletter reportó que WWE había realizado un Diva Search no televisado en el área de Los Ángeles, en el que Offerman concurso. Desconociéndose la fecha exacta en que firmó un contrato con la empresa, en mayo fue anunciada por WWE e E! Network cómo una de las mujeres que formarían parte del reality show Total Divas, el cual mostró escenas detrás de la vida privada de algunas de las entonces conocidas como Divas de WWE. En el episodio del 26 de junio de Main Event, hizo su debut con el nombre de JoJo, cantando el tema de entrada de Tons of Funk junto a The Funkadactyls (Cameron y Naomi). Una semana después en Raw, apareció durante un segmento en backstage con The Bella Twins, Natalya, The Funkadactyls, e Eva Marie. En el episodio del 22 de julio de Raw, JoJo y el elenco de Total Divas fueron invitadas en Miz TV; ahí se introdujo a sí misma hacía la audiencia. El 18 de agosto en Summerslam, interpretó el himno nacional estadounidense. En el episodio del 26 de agosto de Raw, fungió cómo anunciadora de ring para un combate individual entre Natalya y Brie Bella, donde esta última fue la ganadora. Después de la lucha, la Campeona de Divas AJ Lee hizo una aparición, insultándola a ella y a sus compañeras de Total Divas mediante una worked shoot promo. En el episodio del 7 de octubre de Raw, hizo su debut en el ring durante un combate entre equipos de tres contra tres, dónde se alió con Natalya e Eva Marie para derrotar a Alicia Fox, Rosa Mendes, y Aksana, sin embargo, ella nunca luchó durante la contienda. El 24 de noviembre en Survivor Series, fue parte del equipo victorioso Total Divas en el combate eliminatorio tradicional de Survivor Series, derrotando a The True Divas (Alicia Fox, Aksana, la Campeona de Divas AJ, Kaitlyn, Rosa Mendes, Tamina Snuka, y Summer Rae). Su equipo repitió la misma hazaña en una revancha llevada a cabo la noche siguiente en Raw, donde logró obtener su primera y única victoria por pinfall al eliminar a Tamina Snuka. El 28 de diciembre en Tribute to the Troops, participó en un battle royal en el que fue la primera eliminada; este combate marcó su última aparición como luchadora del roster principal.
A finales de 2013, JoJo fue trasladada al territorio de desarrollo NXT, y al poco tiempo se confirmó que ya no aparecería en la segunda temporada de Total Divas. En dicha emisión fue reemplazada por Summer Rae. El 16 de mayo de 2014, tuvo su primer y único combate individual durante un house show, en el que fue derrotada por Kendall Skye. Luego de continuar su entrenamiento como luchadora durante el transcurso de ese año, de manera gradual fue dejando de lado la competición luchística para en su lugar volverse anunciadora de ring, iniciando primeramente en NXT, antes de ser nuevamente promovida al roster principal en abril de 2015. Tras lo anterior, se convirtió en anunciadora de Raw y eventos de pago. A inicios de 2021, fue liberada de su contrato por WWE.

### AEW (2025-presente)
Offerman regresó al ring como anunciadora con All Elite Wrestling (AEW) en el episodio de Collision del 4 de enero de 2025. El 12 de julio de 2025, Offerman apareció en All In de AEW, interpretando "Ain't Nobody" durante la entrada de Swerve Strickland.

## Vida personal
Estuvo en una relación amorosa con el luchador profesional Windham Rotunda, conocido en WWE como Bray Wyatt. Juntos procrearon dos hijos: Knash Sixx (nacido el 18 de mayo de 2019), y Hyrie Von (nacida el 28 de mayo de 2020). Rotunda y Offerman se comprometieron el 28 de abril de 2022, sin embargo, Rotunda falleció inesperadamente el 24 de agosto de 2023, a causa de un infarto de miocardio.

## Videojuegos
A pesar de su corta carrera en WWE, Jojo estuvo incluida como anunciadora en los juegos WWE 2K18 y WWE 2K19

## Discografía

### Sencillos
| Año  | Sencillo                 | Álbum              |
| ---- | ------------------------ | ------------------ |
| 2013 | «Somebody Call My Momma» | Sencillo sin álbum |

## Filmografía
| Año             | Título      | Papel      | Notas                                                                          |
| --------------- | ----------- | ---------- | ------------------------------------------------------------------------------ |
| 2013, 2015-2019 | Total Divas | Ella misma | Reparto principal (primera temporada) Invitada (temporada 3 a 9): 29 episodios |

## Campeonatos y logros
- Wrestling Observer Newsletter
  - Peor lucha del año (2013) con Brie Bella, Nikki Bella, Cameron, Naomi, JoJo & Natalya vs. AJ Lee, Aksana, Alicia Fox, Rosa Mendes, Kaitlyn, Summer Rae & Tamina Snuka el 24 de noviembre de 2013 en el PPV Survivor Series [35]